# Iacobus
Iacobus est un roman policier historique de la romancière espagnole Matilde Asensi, paru en 2000. 
C'est le premier titre traduit en français des enquêtes de Galcerán de Born, sous le titre Iacobus – Une enquête du moine-soldat Galcerán de Born. Le héros est chargé par le Pape d'élucider la mort de son prédécesseur, puis de retrouver le trésor des Templiers.

## Résumé
1319, Portugal. Galcerán de Born a quitté son île de Rhodes où il officiait comme médecin dans son ordre des Hospitaliers. Il est aussi surnommé "Perquisitore" pour ses dispositions à résoudre des énigmes et à enquêter.
Il se rend au monastère mauricien de Ponç de Riba pour y étudier des manuscrits réputés consacrés à l'art de la médecine hérité des maures, tout en ayant le projet d'instruire un des novices dont il sait qu'il est son fils, Jonas Garcia.
Il espère également revoir la mère de l'enfant, obligée de se réfugier dans un couvent lors la naissance qui a provoqué un scandale à l'époque.
Mais ses supérieurs viennent lui remettre une convocation par le Pape Jean XXII en personne à se rendre à Avignon. Il parvient à emmener Jonas avec lui, espérant faire connaissance avec son fils (qui ne le sait pas encore) et l'instruire en cours de route.
Le Pape le charge d'élucider la mort de Philippe le Bel, de son conseiller Nogaret et du pape Clément V, son prédécesseur, maudits sur le bûcher par Jacques de Molay et morts comme annoncé dans l'année qui suivit. En effet, les Templiers ayant survécu à l'élimination de leur ordre se sont réfugiés hors du royaume de France et le roi du Portugal, allié des Templiers, demande à ce qu'un nouvel ordre, des "chevaliers du Christ", calqué sur celui des défunts "pauvres chevaliers du Christ du Temple de Salomon". Selon que ces trois morts soient dues à la volonté divine ou à la vengeance d'assassins experts, la position du Pape ne sera pas la même...
Galcerán de Born et Jonas vont effectivement trouver la trace de deux assassins templiers, les chevaliers Evrard et Manrique de Mendoza, d'abord dans l'auberge où Clément V a succombé à un empoisonnement, puis dans la forêt où Philippe le Bel a reçu un choc en croisant un cerf fabuleux, enfin ils retrouvent le moyen par lequel Nogaret a été empoisonné. Ils rencontrent à ce moment Sara, jeune "magicienne" juive qui leur permet de rendre une visite à Evrard pourtant emprisonné. Ils récupèrent à sa mort des parchemins qui permettent de trouver la trace du trésor disparu des Templiers.
Galcerán espère qu'une fois son rapport fait au pape, il pourra pourra retourner chez lui, à Rhodes. Mais la cupidité du pape et du chef des Hospitaliers de France, sous les ordres de qui il a été placé, amène ces derniers à obliger Galerán à "accepter" une seconde mission : trouver le trésor des Templiers en suivant la piste qui mène à Compostelle. Se faisant passer pour des pèlerins, ils vont chercher les signes de reconnaissance dans les lieux mentionnés dans le guide du pèlerin, notamment les lieux jadis tenus par les Templiers reconnaissables à leurs chapelles octogonales. Ce faisant, Galcerán va initier son fils aux langues et à la science qu'il a accumulée lors de ses voyages et ses études kabbalistiques, ils pourront ainsi travailler à deux pour déchiffrer les codes disséminés.
Mais leur enquête est entravée d'une part par les sbires du Pape, qui confirme sa grande cupidité, d'autre part par les Templiers qui ne veulent pas que leur trésor soit accaparé par leurs rivaux Hospitaliers...
Ils retrouvent sur leur chemin la troublante Sara qui les accompagne dans leur périple à travers la Galice : elle veut rejoindre son amour, Manrique de Mendoza, qui s'avère être le frère d(Isabel, l'amour perdu de Galcerán et la mère de Jonas. Déçu par la cupidité de son propre ordre chevalier, Galcerán doit trouver un moyen de vivre son nouvel amour pour Sara à l'abri des persécutions qu'engendrent la découverte de plusieurs trésors, dont l'emplacement de la fameuse Arche d'alliance que les Templiers ont pu sauver et garder cachée depuis des décennies...

## Éditions

### Édition originale espagnole
- Iacobus, Barcelone, Debols!llo, 2000

### Éditions françaises
- Iacobus – Une enquête du moine-soldat Galcerán de Born, Plon, 2003
- Iacobus, Gallimard coll. « Folio Policier » no 359, 2005

## Galerie
Quelques-uns des lieux "visités" dans le roman et quelques symboles rencontrés :

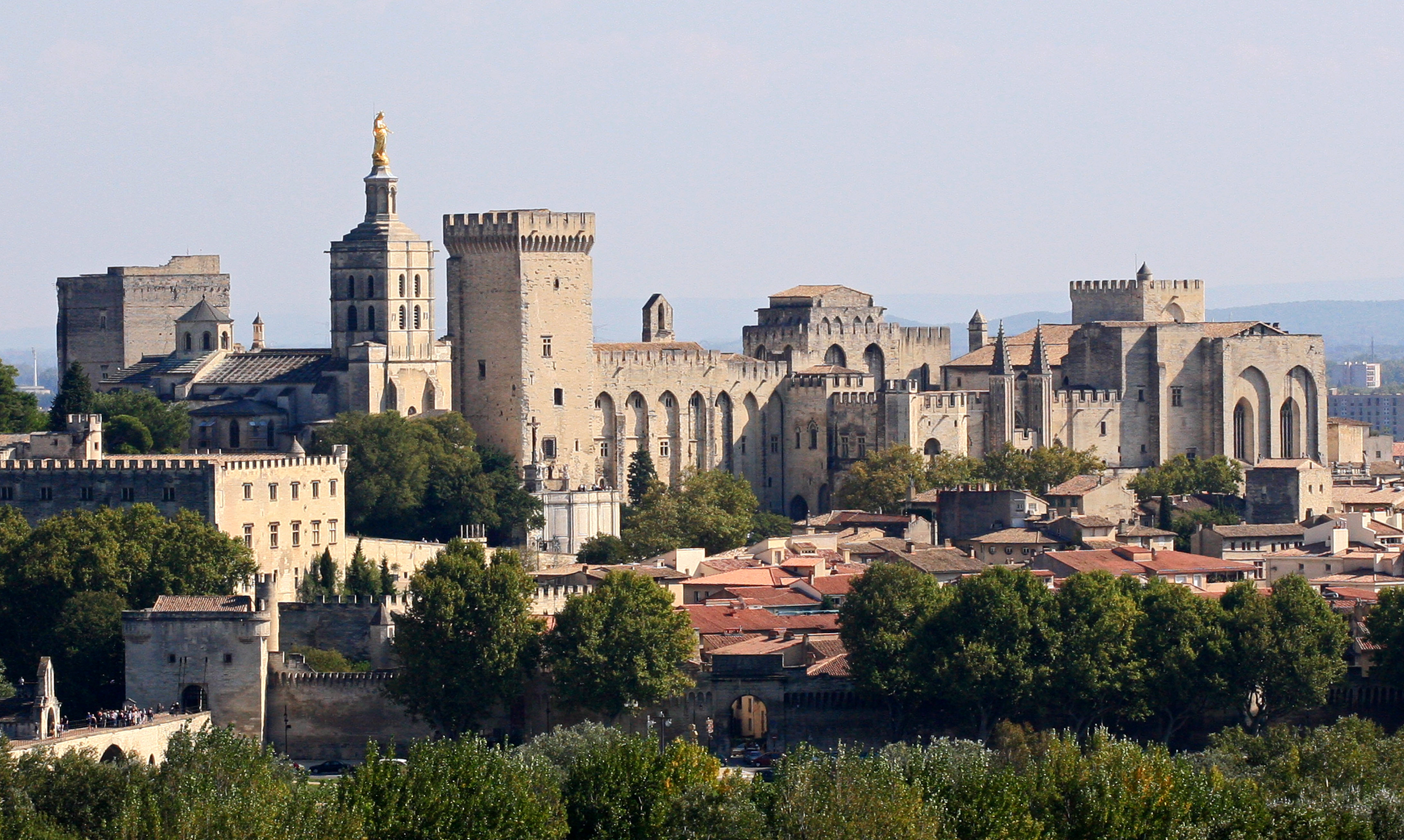
Palais des Papes d'Avignon
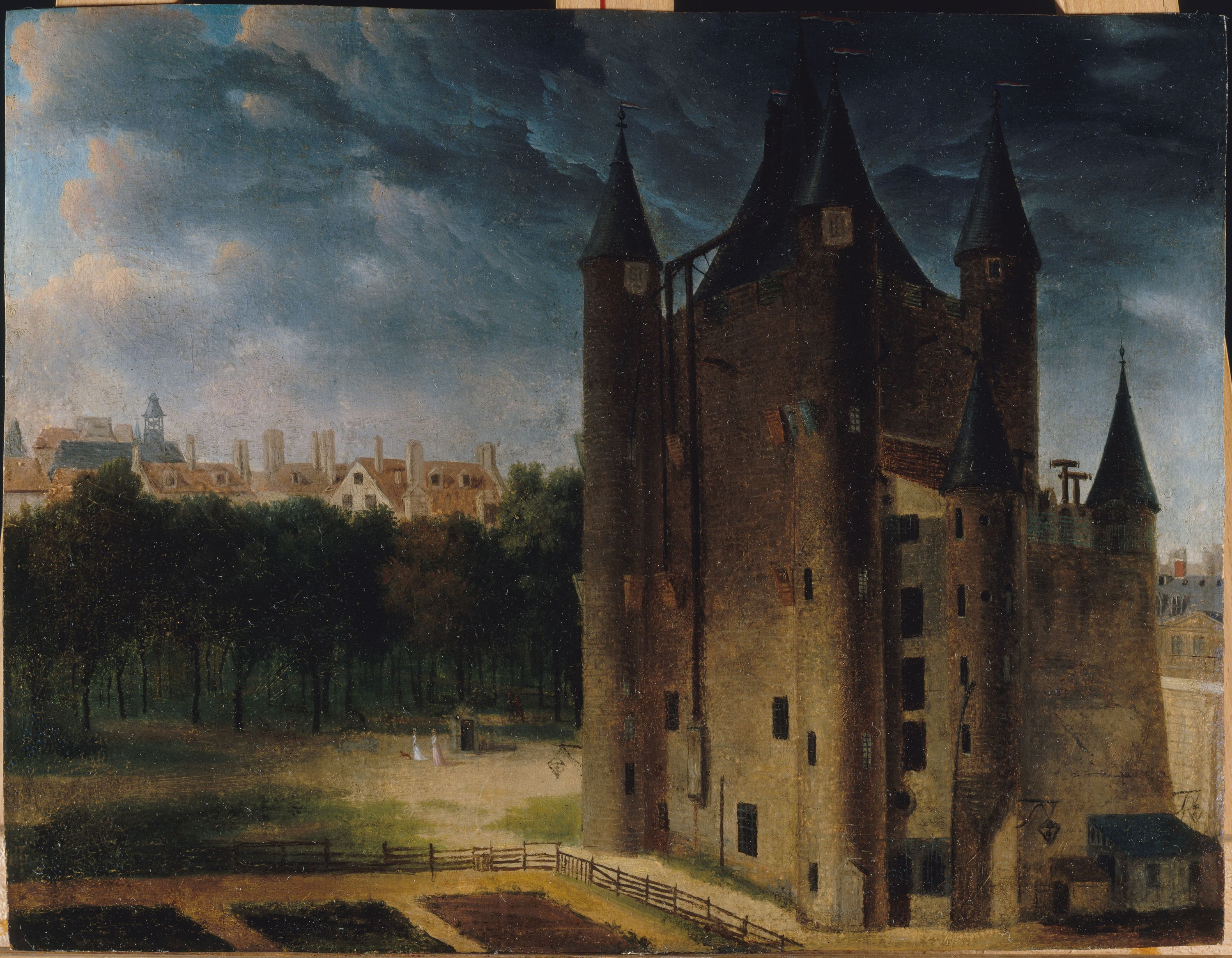
Forteresse du Temple, à Paris
Symbole Tau
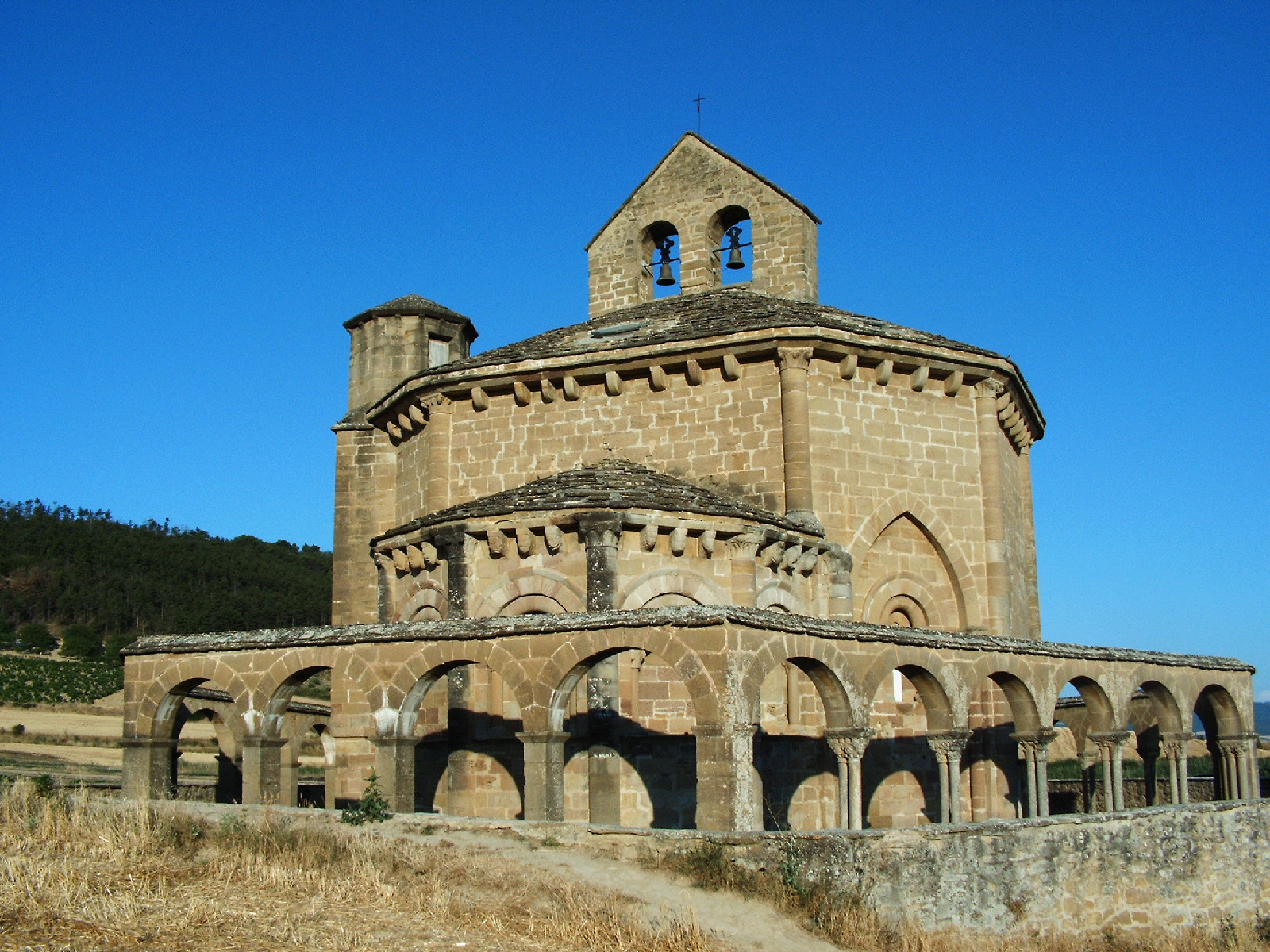
Église de Santa Maria, à Eunate
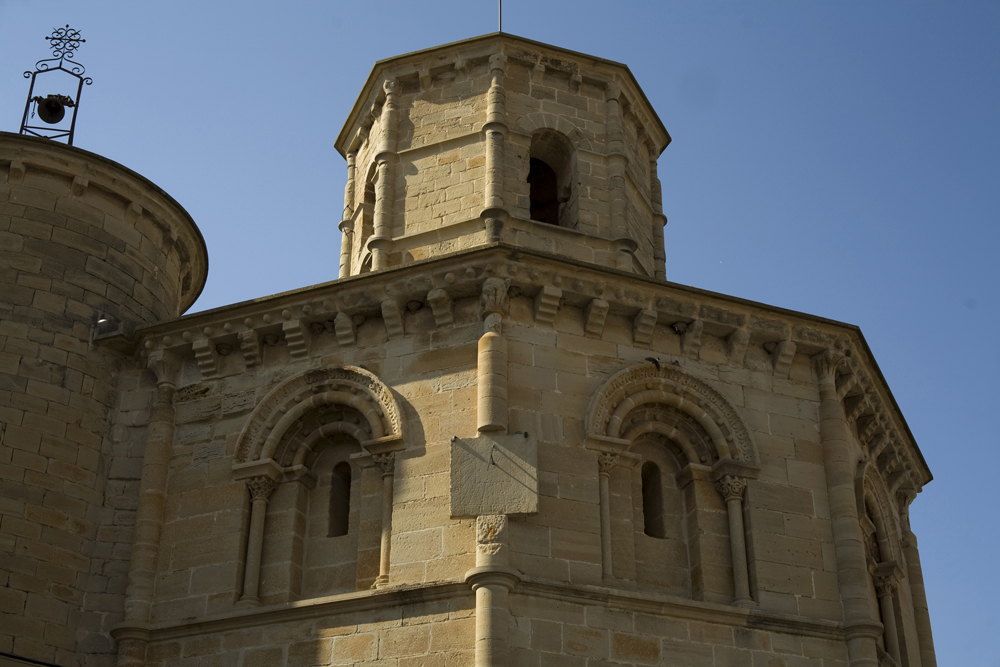
Église du Saint-Sépulcre, à Torres del Rio
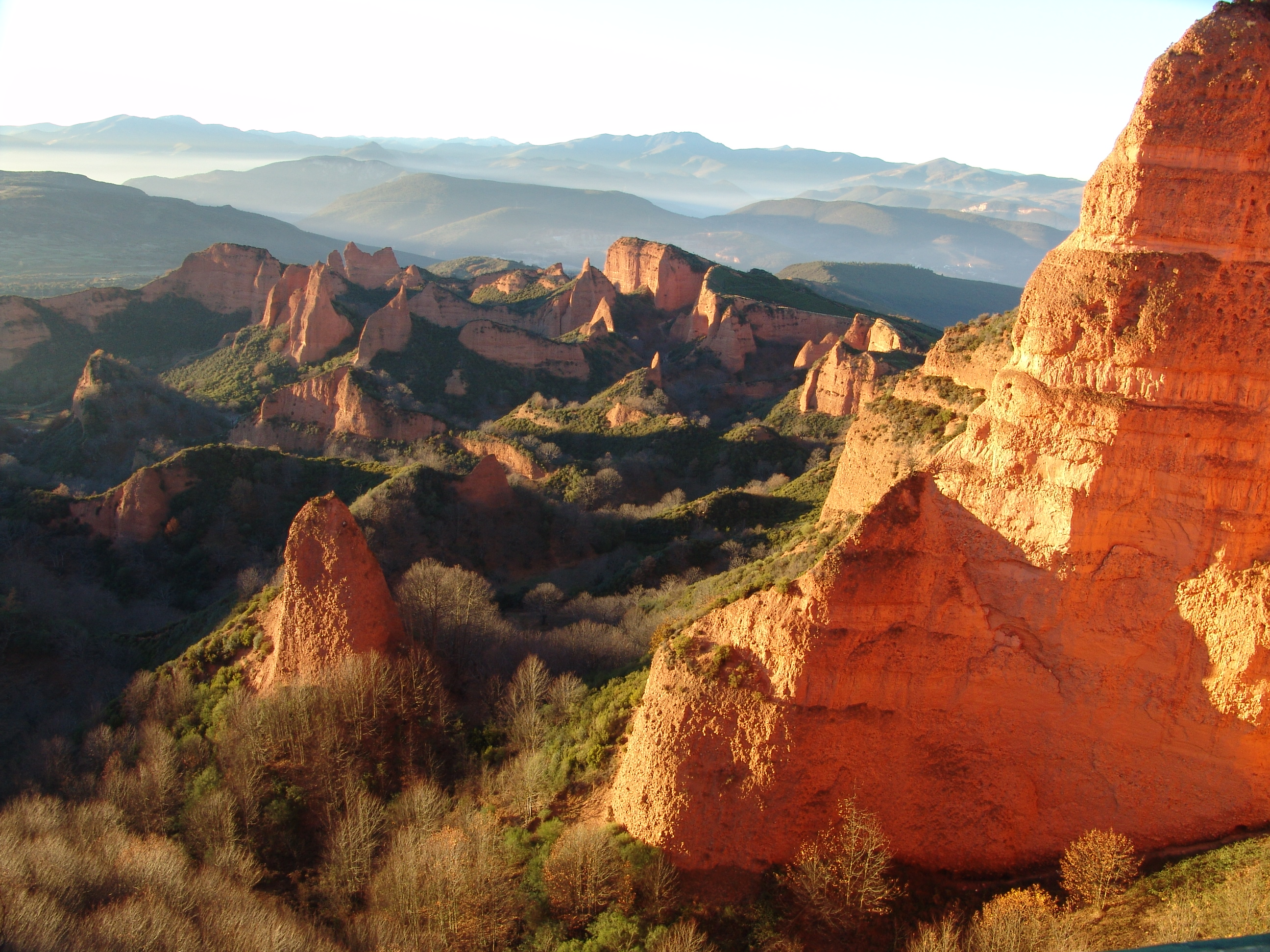
Panorama de Las Médulas
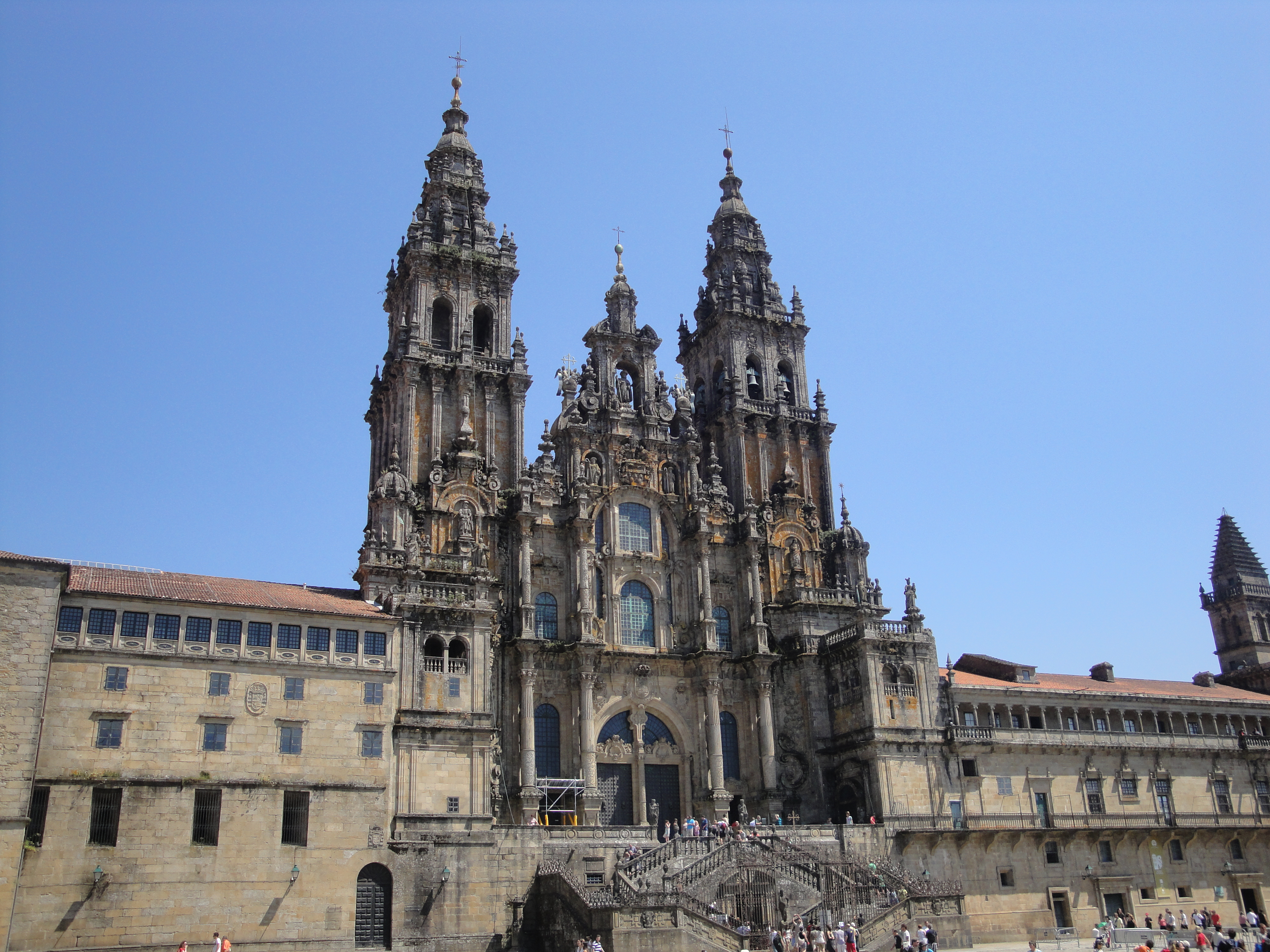
Cathédrale de Saint-Jacques-de-Compostelle
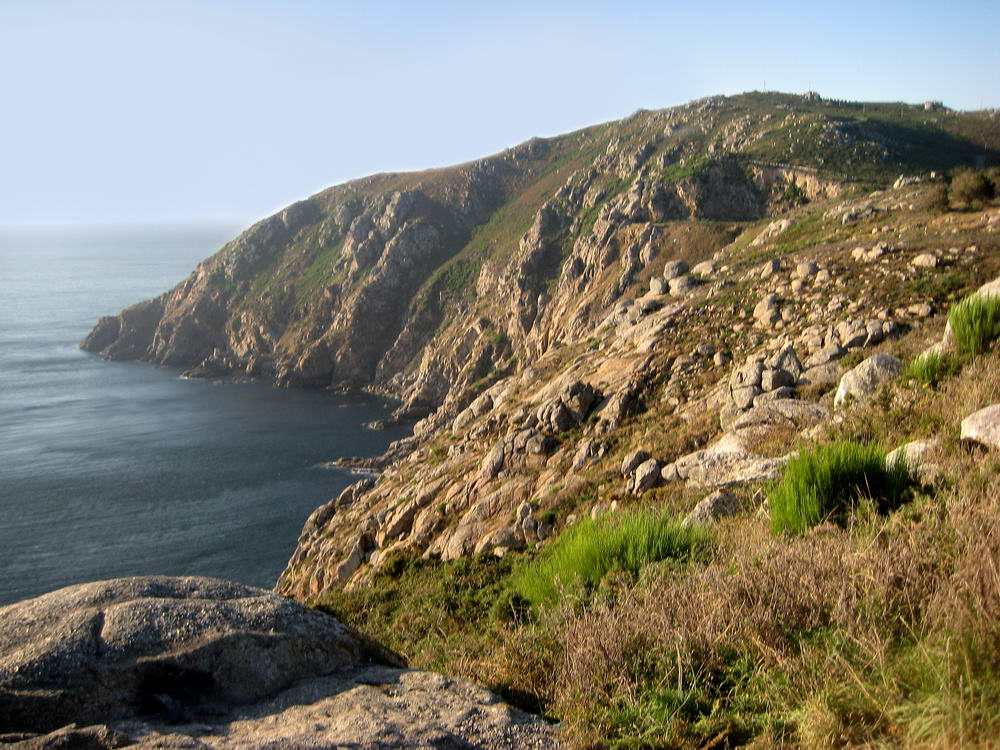
Cap Finisterre